# Woestijnspekvreter
De woestijnspekvreter (Emarginata tractrac synoniem: Cercomela tractrac) is een kleine zangvogel uit de familie van de vliegenvangers (Muscicapidae) en de onderfamilie saxicolinae (tapuiten).

## Kenmerken
De woestijnspekvreter is een gedrongen vogel met een lengte van 14 tot 15 cm. Hij heeft een witte staart, met daarin het patroon van een omgekeerde "T" zoals bij tapuiten. De Namibische vorm, die op zandige hoogvlakten voorkomt is licht; de zuidoostelijke vorm die in steenwoestijnen leeft is donkerder, met zwart in de veren van staart en vleugels. De woestijnspekvreter heeft een rechte snavel en zwarte poten. Vrouwtje en mannetje lijken op elkaar, onvolwassen vogels zijn gespikkeld.
De zang van de vogel bestaat uit een zacht en snel "traktrak" en hieraan ontleent de woestijnspekvreter zijn wetenschappelijke en Engelse naam.

## Verspreiding en leefgebied
De soort telt 5 ondersoorten:
- E. t. hoeschi: zuidwestelijk Angola en noordwestelijk Namibië.
- E. t. albicans: westelijk Namibië.
- E. t. barlowi: zuidelijk Namibië.
- E. t. nebulosa: zuidwestelijk Namibië.
- E. t. tractrac: westelijk Zuid-Afrika.

Het is een algemeen voorkomende broedvogel in struikgewas in droge gebieden met zandduinen en stenige hoogvlakten. Het is geen bedreigde diersoort.